# 指向性
指向性（しこうせい、directivity）とは、音、電波、光などが空間中に出力されるとき、その強度（単位立体角あたりエネルギー）が方向によって異なる性質である。
あるいはそれらを空間中から検出するときにも使われる。電気信号等に変換すると、方向による利得の違いとして得られる。

## 指標
さまざまな指標で表現されるが、それぞれ向き不向きがある。
よく使われる指標の1つが、半値幅（半値半幅 HWHM）である。半値幅は角度の次元を持ち、半値角とも呼ばれる。最も強度の高い方向からHMHWだけ外れると強度が半分に下がる。従って、2倍以上の強度比がない指向性は表せない。強度がちょうど半分となる角度を見つけるためには、角度ごとの強度を連続的に計測し指向性図を作る必要がある。
前方後方比 (front/back, F/B) や前方側方比 (front/side, F/S) も使われる。これらは無次元量で、それぞれ、前方（最も強度の高い方向）と後方、前方と側方の強度の比である。これらは2方向の強度を計測するだけで得られる。ただし、後方や側方の強度がほとんど0となる鋭い指向性を表すには適さず、双極性や四極性がある場合も正しく表せない。
これらの指標の基準となる強度は、エネルギーである。変位・電圧などはその平方根なので、半値幅離れた方向の強度は半分だが、振幅は約71%である。
半値幅やF/Sは、方向（たとえば上下と左右）で異方性がある指向性は、垂直方向の値と水平方向の値の2つの値で表す。一方、F/Bは異方性にかかわらず値は1つでいいが、逆に言うと、異方性を表すのには使えない。

## 指向性の例
- アンテナの指向性はアンテナ#指向性を参照。
- マイクロフォンの指向性はマイクロフォン#指向性による分類を参照。
- 自衛隊の指向性散弾についてはFordonsmina 13を参照。
- 指向性エネルギー兵器に関しては指向性エネルギー兵器を参照